# Yella Pessl
Yella Pessl (Vienne (Autriche), 5 janvier 1906 - Northampton (Massachusetts), 9 décembre 1991) est une pianiste, organiste et claveciniste américaine, autrichienne de naissance. 
De son vrai nom Gabriella Elsa Pessl, elle fit des études à l'Académie nationale de musique à Vienne, y apprenant plusieurs instruments dont l'orgue et le clavecin. Dès l'époque de ses études, elle mena une carrière de concertiste en Europe, plus spécialisée dans la musique de Bach, et choisit finalement de se consacrer au clavecin.  
En 1931 elle décida d'émigrer aux Etats-Unis. Elle s'y produisit comme claveciniste pendant plus d'un demi-siècle, participant dans différentes organisations à promouvoir la musique de Bach et d'autres compositeurs du XVIIIe siècle. Elle jouait en soliste, notamment à New York, et collaborait avec de prestigieux orchestres et des chefs de renom tels qu'Arturo Toscanini ou Bruno Walter. Elle participait aussi à des radiodiffusions et à des enregistrements phonographiques. 
Dans les années 1948 à 1950, elle se livra à des recherches musicologiques à Rome, à la Bibliothèque Vaticane. Lorsqu'elle revint aux Etats-Unis, elle s'établit à Northampton dans le Massachusetts et y continua à enseigner et à se produire à un rythme moins soutenu. 
Elle avait épousé Harry Sobotka, un biochimiste qui était mort en 1970. Elle-même mourut d'une attaque cardiaque à son domicile à l'âge de 85 ans.  